# Abel (film, 1986)
Pour les articles homonymes, voir Abel (homonymie).
Pour plus de détails, voir Fiche technique et Distribution.
Abel est un film néerlandais réalisé par Alex van Warmerdam, sorti en 1986.

## Synopsis
Abel a 31 ans. Il habite encore chez ces parents et ne sort jamais. Il essaye de couper des mouches volantes en deux avec des ciseaux.
Quand son père autoritaire - « Il n'y aura pas de télévision dans cette maison. » - découvre que sa femme a secrètement acheté une poste de télévision pour son fils, il met Abel dehors.
Abel trouve refuge chez « Zus », qui travaille dans un peep show, sans savoir qu’elle est la maîtresse de son père. Il fait l’amour avec elle, pour la première fois de sa vie.
Sa mère découvre où Abel s'est réfugié et vient avec son mari pour récupérer son fils.

## Fiche technique
- Titre français : Abel
- Réalisation : Alex van Warmerdam
- Scénario : Alex van Warmerdam, Frans Weisz et Otakar Votocek
- Photographie : Marc Felperlaan
- Musique : Vincent van Warmerdam
- Production : Laurens Geels, Dick Maas et Robert Swaab
- Distribution : France : Ed Distribution
- Pays d'origine : Pays-Bas
- Genre : Comédie
- Date de sortie : 1986
- Date de sortie en France : 11 juin 1997

## Distribution
- Alex van Warmerdam : Abel
- Henri Garcin : Victor
- Olga Zuiderhoek : Duif
- Annet Malherbe : Zus
- Loes Luca : Christine
- Josse De Pauw : L'homme au chien
- Jan Willem Hees : Le cycliste âgé